# Myoperizytom

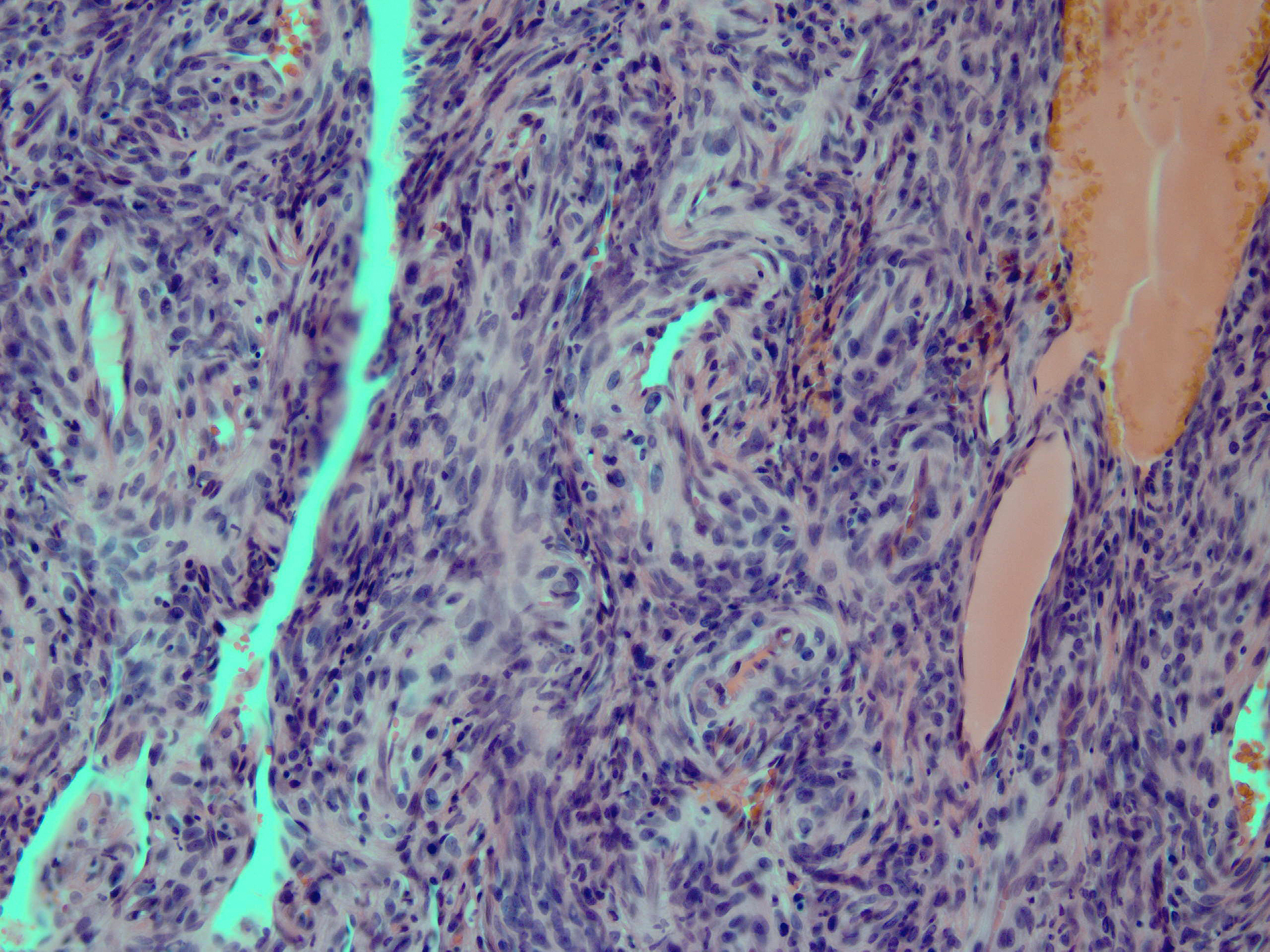
Histopathologie des Myoperizytoms.

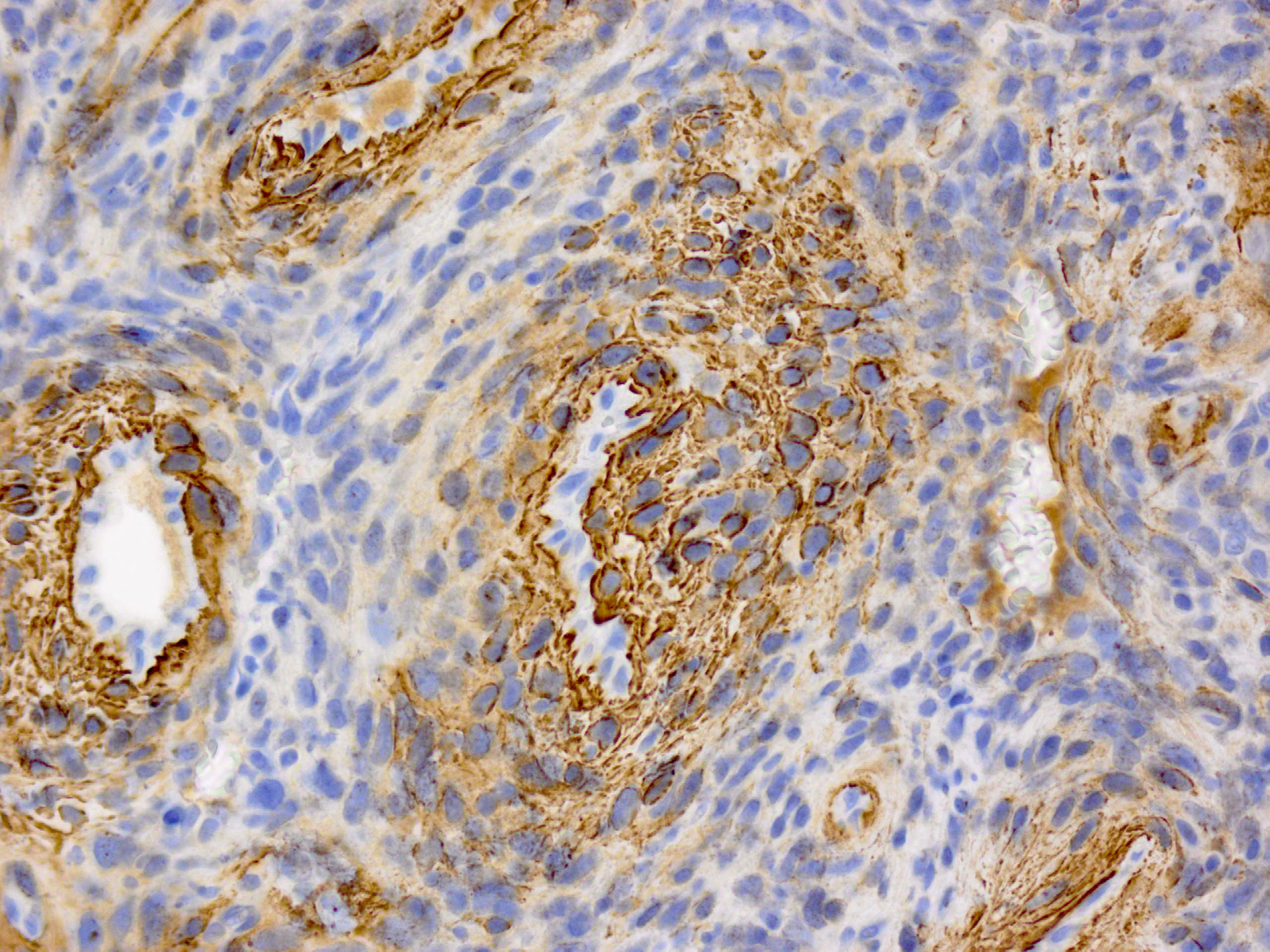
Immunhistochemische Färbung der Tumorzellen für glattmuskuläres Aktin

Als Myoperizytom wird ein gutartiger Weichteiltumor des Erwachsenenalters bezeichnet. Myoperizytome treten subkutan insbesondere im Bereich der distalen Extremitäten auf, in Einzelfällen ist aber auch eine intrakranielle Lokalisation beschrieben worden.
Klinisch handelt es sich um häufig schmerzlose langsam über Jahre wachsende kleine Knoten, die allenfalls durch Kompression benachbarter Strukturen symptomatisch werden können. Intraoperativ sind die meist kleiner als 2 cm durchmessenden Tumoren gut gegenüber dem umgebenden Gewebe abgegrenzt.
Pathologisch ist für den Tumor die konzentrische Anordnung spindeliger Tumorzellen um Blutgefäße charakteristisch, die an Myoperizyten erinnern. Immunhistochemisch exprimieren die Tumorzellen glattmuskuläres Aktin.
Die Prognose ist günstig: auch nach unvollständiger Entfernung sind Rezidive die Ausnahme. Bösartige Myoperizytome sind eine Seltenheit.